# Rupert (Québec)
Rupert est un hameau compris dans le territoire de la municipalité de La Pêche dans Les Collines-de-l'Outaouais en Outaouais au Québec (Canada).

## Histoire

### Chronologie
Le hameau est constitué par des agriculteurs immigrés d'Irlande dans les années 1830. Une église presbytérienne est construite en 1882. Une école de deux étages est érigée en 1902.
À son apogée, Rupert compte une fromagerie, un moulin à scie, une forge, un magasin général et deux églises. L'arrivée du chemin de fer à Wakefield et dans la vallée de la Gatineau entraîne un exode de la population vers les localités desservies par le train.
Rupert est originellement érigé dans la municipalité du canton de Masham, elle-même née d'une subdivision du comté d'Ottawa numéro 1 le 1er juillet 1855. Le 1er janvier 1975, la municipalité de Masham-Nord est annexée à Aldfield, Wakefield et Sainte-Cécile-de-Masham, et le hameau est incorporé à la municipalité de La Pêche.

## Services
Dans le schéma d'aménagement et de développement des Collines-de-l'Outaouais, Rupert est considéré comme une aire de service secondaire offrant des services de proximité pour les populations éloignées des noyaux villageois plus importants.

### Loisirs, culture et vie communautaire
Le Youth Welfare Association of Rupert opère un centre communautaire.
L'Église Unie de la Grâce fournit des services à la communauté prostestante dans l'Église Rupert United.